# ウィンドボナ

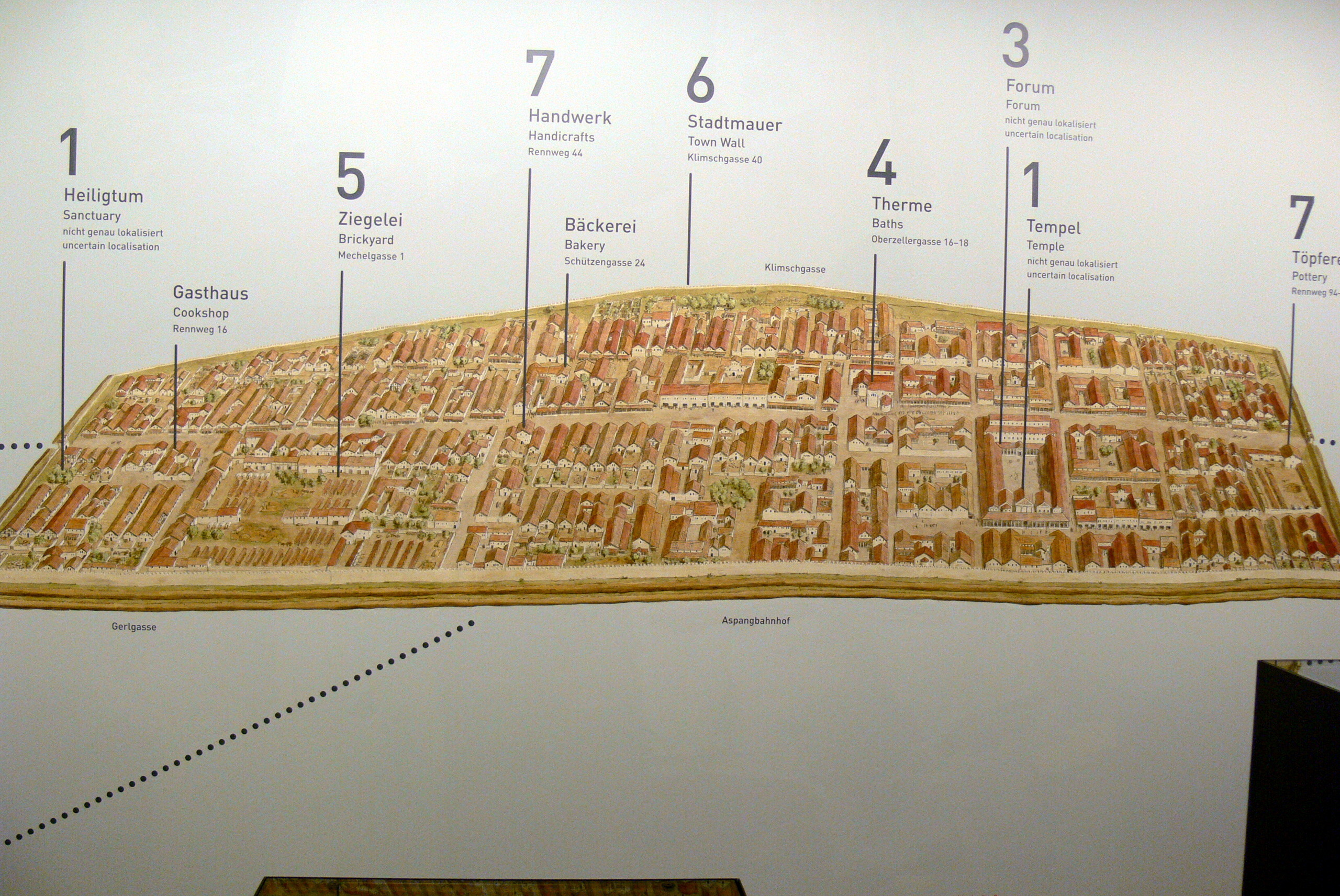
ウィンドボナの想像図

西暦250年ごろのウィンドボナ。オレンジが砦の建物。周辺の茶色がCanabae。

ウィンドボナ（Vindobona）は、古代ローマの時代に置かれた都市。現在のオーストリアの首都ウィーンの原型であり、同市のラテン語による呼称でもある。
この地は、元来はケルト人の集落であったが、のちにローマ人が現在のウィーンの位置に宿営地を置いた。紀元前15年にはノリクム王国がローマ帝国によって征服され、ドナウ川が帝国の境界線となった。そこでローマ人はドナウ河畔に砦と入植地を設けた。
地理学者プトレマイオスは著書『地理学』（希 γεωγραφικη ὑφήγησις 羅 Geographica explicatio）でウィンドボナに言及した。歴史家アウレリウス・ウィクトルはマルクス・アウレリウス帝が、マルコマンニ戦争のさなか180年の3月17日に、司令部のひとつを置いていたウィンドボナで死去したことを伝えている。現在でもホーアーマルクト広場の近くには、マルクス・アウレリウス通りが存在する。ウィンドボナはローマの属州ではパンノニアに属した。この管区の中心はカルヌントゥムであった。
ウィンドボナは居住地(Canabae)を併設した軍事基地であった。ドナウ川の向う岸には2世紀になってゲルマン人が大規模な商業センターを含む入植をはじめた。
現在でもウィーンの道路網には、陣営地の輪郭が見て取れる。グラーベン（Graben）、ナーグラー小路（Naglergasse）、 ティーファー・グラーベン（Tiefer Graben）、ザルツグリース（Salzgries）、Rabensteig、ローテントゥルム小路（Rotenturmstrasse）などである。 たとえばGraben（溝・堀）は砦の堀割にさかのぼる。